# École nationale supérieure d’informatique et de mathématiques appliquées
Die École nationale supérieure d’informatique et de mathématiques appliquées (Ensimag) ist eine französische Grande école für Informatik und angewandte Mathematik in Grenoble. Sie ist Teil des Institut polytechnique de Grenoble. Sie wurde 1960 von dem Mathematiker und Doktorvater von Joseph Sifakis, Jean Kuntzmann, gegründet. Zudem ist die ENSIMAG eine Partner-Hochschule der École polytechnique: Studenten der École polytechnique können ihr viertes Studienjahr an der ENSIMAG verbringen.

## Internationale Partnerschaften
Die ENSIMAG bietet mehrere Doppeldiplom-Möglichkeiten mit folgenden Universitäten:
- Karlsruher Institut für Technologie
- Technische Universität Darmstadt
- Polytechnische Universität Madrid
- Universitat Politècnica de Catalunya
- Politecnico di Torino
- Königlich Technische Hochschule Stockholm
- Polytechnische Universität Bukarest
- Technisch-Naturwissenschaftliche Universität Norwegens
- Bundesuniversität von Rio Grande do Sul

## Bekannte Studenten
- Alain Colmerauer, einer der Erfinder der Programmiersprache Prolog.[1]